# Гебхард (герцог Лотарингії)
Гебхард Молодий (нім. Gebhard II der Jüngere, фр. Gebhard de Lahngau; бл. 888 — 22 червня 910) — герцог Лотарингії в 903—910 роках, граф Лангау (як Гебхард II).

## Життєпис
Походив зі знатного франконського роду Конрадінів. Син Удо, графа Лангау. Історик Дональд Джекман висунув гіпотезу, що матір'ю Гебхарда була представниця роду Вельфів. Народився близько 888 року.
Вперше згадується у 897 році, коли став графом Райнгау. Перебував на цій посаді до 906 року. 903 року за підтримки свого брата Конрада, герцога Тюрингії, що входив до регентської ради при королі Людовику IV, Гебхард отримав титул герцога Лотарингії, ставши першим в цьому званні. Втім не зміг відвоювати Лотарингію в Регінара Довгошийого, який залишався фактичним володарем.
909 року Гебхард отримав графство Веттерау. 910 року загинув у битві біля Аугсбургу проти угорців.

## Родина
Дружина — Іда
Діти:
- Удо (895/900—949), граф Веттерау, Райнгау, Лангау
- Герман (898/900 — 949), герцог Швабії